# Krigsåret 1972

## Pågående krig
- Inbördeskriget i Tchad (1966-1988)

- Vietnamkriget (1959-1975)[1]
  - Sydvietnam, USA, Sydkorea och Australien på ena sidan
  - Nordvietnam och FNL på andra sidan

## Händelser

### Mars
- 30 - Nordvietnam inleder ett storanfall, Nguyen Hue-offensiven (påskoffensiven), mot Sydvietnam.

### Maj
- 9 - USA startar flygoffensiven operation Linebacker riktad mot transportsystemet i Nordvietnam.

### Juli
- 21 - IRA genomför samordnade bombattentat i Nordirland; Blodiga fredagen.

### September
- 5 - Svarta september dödar Israeliska OS-deltagare; Münchenmassakern.

### December
- 23 - USA bombar Hanoi i Nordvietnam under Operation Linebacker II, som även kallas "Julbombningarna".

### Fotnoter
1. ↑  ”World Statesmen”. http://www.worldstatesmen.org/WARS.html. Läst 28 juni 2011.